# Der 16. Wunsch
Der 16. Wunsch ist eine US-amerikanische Jugend-Filmkomödie von Peter DeLuise mit Debby Ryan in der Hauptrolle. Der Disney-Channel-Fernsehfilm wurde wie Harriet: Spionage aller Art (2010) nur als ein Disney Channel Film und kein Disney Channel Original Movie beworben.

## Handlung
Seit Abby ein kleines Mädchen war, plant sie schon ihren 16. Geburtstag. Abby besitzt sogar eine Liste, in die sie ihre Wünsche bis zu ihrem 16. Geburtstag einträgt. Als dieser Tag kommt, fügt sie ihren 16. und letzten Wunsch zu ihrer geheimen Liste in der Innenseite ihrer Schranktür hinzu. Zu ihrer Überraschung erhält sie von einer Frau namens Celeste eine Schachtel mit Sweet 16 Geburtstagskerzen, von denen jede Kerze einem Wunsch auf ihrer Liste entspricht. Endlich ist Abby beliebt, sportlich, modisch und erhält die Aufmerksamkeit ihres Schwarmes. Als ihre Wünsche alle wahr werden, wird ihr Tag immer besser und besser, bis sie den Wunsch ausspricht, der alles verändern wird. Abbys letzter Wunsch – wie eine Erwachsene behandelt zu werden – geht fürchterlich schief, und Abby hat nur bis Mitternacht Zeit, ihr altes Leben zurückzubekommen, bevor ihr Wunsch zum Dauerzustand wird.

## Kritik
„Märchenhafter Jugendfilm mit sanft dosierter pädagogischer Botschaft, anspruchslos inszeniert im konventionellen Rahmen des Genres.“

## Besetzung und Synchronisation
| Rolle          | Schauspieler       | Dt. Synchronsprecher                                             |
| -------------- | ------------------ | ---------------------------------------------------------------- |
| Abby Jensen    | Debby Ryan         | Andrea Wick (RTL- & DVD-Synchro) Julia Kaufmann (Disney-Synchro) |
| Jay Kebler     | Jean-Luc Bilodeau  | John-Alexander Döring                                            |
| Celeste        | Anna Mae Routledge | Elisabeth von Koch                                               |
| Krista Cook    | Karissa Tynes      | Laura Maire                                                      |
| Bob Jensen     | Patrick Gilmore    | Matthias Klie                                                    |
| Sue Jensen     | Kendall Cross      | Madeleine Stolze                                                 |
| Mike Jensen    | Cainan Wiebe       |                                                                  |
| Miss Duffy     | Brenda Crichlow    | Kathrin Simon                                                    |
| Logan Buchanan | Keenan Tracey      | Tim Schwarzmaier                                                 |
| Ted            | Jesse Reid         |                                                                  |

## Musik
Die Songs A Wish Comes True Everyday und Open Eyes wurden von der Hauptdarstellerin Debby Ryan gesungen. Diese Songs wurden auch als Singles veröffentlicht.

## Ausstrahlung
Die Premiere fand am 25. Juni 2010 auf dem amerikanischen Disney Channel statt. In Deutschland wurde der Film erstmals am 14. August 2010 im Disney Channel ausgestrahlt. Im deutschen Free-TV wurde der Film am 18. September 2011 auf RTL ausgestrahlt.

### Einschaltquoten
| Fernsehsender      | Datum              | Zuschauer      |
| ------------------ | ------------------ | -------------- |
| Disney Channel USA | 25. Juni 2010      | 5,6 Millionen  |
| Disney Channel     | 14. August 2010    | –              |
| RTL                | 18. September 2011 | 1,20 Millionen |

## DVD
Am 16. November 2010 erschien in den Vereinigten Staaten der Film auf DVD. Die deutsche DVD-Veröffentlichung erfolgte am 23. Februar 2012, den Vertrieb übernimmt dtp entertainment.